# Signal Intelligence Service

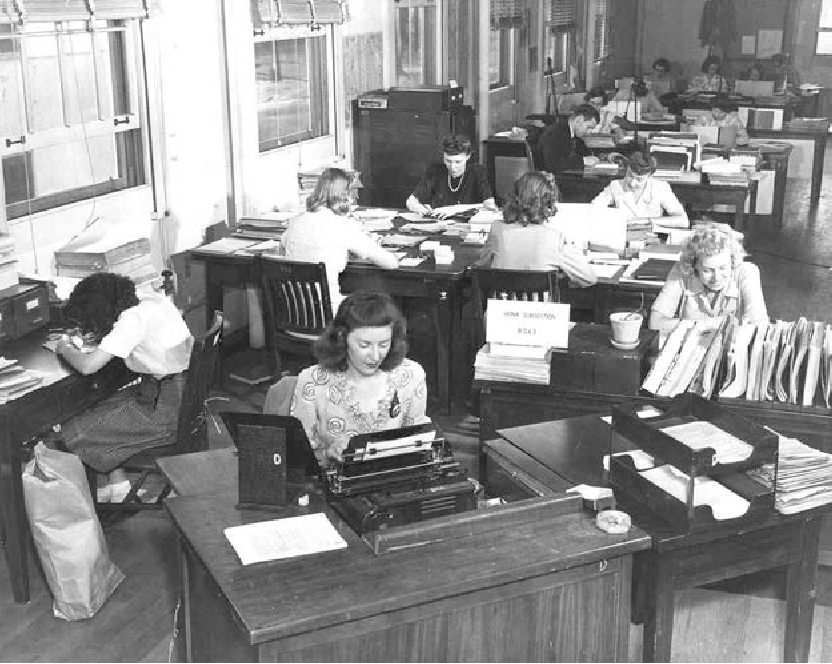
Angestellte des SIS bei der Arbeit in Arlington Hall (ca. 1944). Am rechten Bildrand: Ann Caracristi, die spätere stellvertretende Direktorin der NSA.

Der Signal Intelligence Service (kurz SIS) war eine geheime US-Militäreinheit, die im Zweiten Weltkrieg mit der Kryptanalyse gegnerischer, hauptsächlich deutscher, italienischer und japanischer Nachrichten betraut war. Hauptsitz war Arlington Hall in Arlington, Virginia .
Der SIS wurde im April 1930 vom Kryptologen William F. Friedman gemeinsam mit den (damals noch unbekannten) Mathematik-Lehrern Frank Rowlett, Abraham Sinkov und Solomon Kullback gegründet und schrittweise ausgebaut. Am 1. Juli 1936 kam Robert Ferner hinzu. Neben der Entzifferung gegnerischer Nachrichten war der SIS später auch für die Verschlüsselung eigener militärischer Nachrichten der US-Streitkräfte zuständig.
Der SIS ging am 15. September 1945 mit Gründung der United States Army Security Agency (ASA) in dieser auf.